# Ngaoundéré
Ngaoundéré (deutsch: Ngaundere) ist eine Stadt im Norden Kameruns. Sie ist die Hauptstadt der Region Adamaoua.

## Geografie
Die Stadt liegt am Rande des Hochland von Adamaua auf einer Höhe um 1100 m und hat 152.698 Einwohner (Stand 2005).
Der Ort ist Sitz eines Stammesfürsten (laamiido) der Fulbe.

### Klimatabelle
|                       | Jan  | Feb  | Mär  | Apr  | Mai  | Jun  | Jul  | Aug  | Sep  | Okt  | Nov  | Dez  |   |      |
| Mittl. Tagesmax. (°C) | 30,1 | 31,6 | 32,1 | 30,6 | 28,9 | 27,4 | 26,2 | 26,2 | 27,0 | 28,5 | 29,6 | 30,0 | ⌀ | 29   |
| Mittl. Tagesmin. (°C) | 10,9 | 12,8 | 16,1 | 17,7 | 17,4 | 16,9 | 16,7 | 16,8 | 16,4 | 15,8 | 13,6 | 10,7 | ⌀ | 15,2 |
|                       |      |      |      |      |      |      |      |      |      |      |      |      |   |      |
| Niederschlag (mm)     | 1    | 1    | 39   | 137  | 184  | 227  | 269  | 280  | 237  | 118  | 6    | 0    | Σ | 1499 |
|                       |      |      |      |      |      |      |      |      |      |      |      |      |   |      |
| Sonnenstunden (h/d)   | 9,2  | 9,2  | 7,6  | 6,5  | 6,3  | 5,5  | 4,1  | 4,1  | 4,6  | 5,9  | 8,8  | 9,4  | ⌀ | 6,8  |
|                       |      |      |      |      |      |      |      |      |      |      |      |      |   |      |
| Regentage (d)         | 0    | 0    | 4    | 11   | 16   | 18   | 22   | 21   | 19   | 12   | 1    | 0    | Σ | 124  |
|                       |      |      |      |      |      |      |      |      |      |      |      |      |   |      |
| Luftfeuchtigkeit (%)  | 33   | 30   | 44   | 72   | 77   | 81   | 83   | 82   | 81   | 75   | 55   | 47   | ⌀ | 63,5 |

| 10,9 |

| 12,8 |

| 16,1 |

| 17,7 |

| 17,4 |

| 16,9 |

| 16,7 |

| 16,8 |

| 16,4 |

| 15,8 |

| 13,6 |

| 10,7 |

| 10,9 |

| 12,8 |

| 16,1 |

| 17,7 |

| 17,4 |

| 16,9 |

| 16,7 |

| 16,8 |

| 16,4 |

| 15,8 |

| 13,6 |

| 10,7 |

### Hydrologie
Ngaoundéré ist geohydrologisch ein besonderer Ort, da es sich an der Wasserscheide dreier großer Einzugsgebiete befindet. So liegt das Quellgebiet des Vina, der in das Tschadbecken fließt, in nordöstlicher Richtung, als auch im Süden das des „südlichen“ Vina, der in den Sanaga entwässert. Zudem hat im Norden der Benue, und Nordwesten der Faro seine Quellen, die in das Nigersystem abfließen.

## Geschichte
Die Stadt wurde im Wesentlichen durch den Islam geprägt. Ursprünglich war hier eine Mboum-Gruppe beheimatet, deren Siedlung Ngaoukor 1831 durch die islamischen Fulbe unter der Führung des Ardo Njobdi b. Umaru von Bundang unterjocht wurde. Die Fulbe bauten die Stadt zu einem ihrer wichtigsten Machtzentren im heutigen Kamerun aus. Die Mboum-Bevölkerung versuchte in den folgenden Jahrzehnten mehrmals vergeblich sich von der Oberhoheit der Fulbe zu lösen.
1882 besuchte Robert Flegel wohl als erster Europäer die Stadt, im Januar wurde sie durch den französischen Kolonialoffizier Louis-Alexandre Mizon passiert. 1894 schloss Ardo Muhammadu Abbo einen zunächst folgenlosen „Schutzvertrag“ mit dem deutschen Geographen Siegfried Passarge
Erst 1901 wurde die Stadt durch deutsches Militär unter dem Kommando von Cramer von Clausbruch besetzt und der seinerzeit regierende Ardo Abbo getötet. Die Kolonialverwaltung ersetzte ihn durch den loyalen Ardo Mai. Ngaoundéré wurde Teil der Residentur Adamaua, blieb aber nur sporadisch mit Soldaten besetzt. Erst 1913 wurde es im Zuge einer Verwaltungsneugliederung in Nordkamerun von Adamaua gelöst und Sitz einer eigenen Residentur.

## Infrastruktur
Die Stadt hat eine Bedeutung als landwirtschaftliches Handelszentrum, Sitz einer Universität für Agrikultur und Technologie mit rund 7000 Studenten sowie Standort der Schmuckherstellung. Ngaoundéré ist Sitz eines katholischen Bischofs. Das dortige protestantische Hospital arbeitet mit der Universität Greifswald zusammen. Neben einem kleinen Flughafen, auf dem Mittelstreckenjets wie Boeing 737 verkehren können, findet sich hier der Endpunkt der Bahnstrecke Douala–Ngaoundéré und die noch gut erhaltenen Altstadt der Fulbe aus dem 19. Jahrhundert mit einer Moschee und dem Palast des laamiido.

## Bevölkerungsentwicklung
Bevölkerungsentwicklung
| Jahr          | Einwohner |
| ------------- | --------- |
| 1976 (Zensus) | 38.840    |
| 1987 (Zensus) | 78.062    |
| 2005 (Zensus) | 152.698   |

## Persönlichkeiten
- Auriol Dongmo (* 1990), kamerunisch-portugiesische Leichtathletin